# Toei Company
Toei Company Ltd. (jap. 東映株式会社 Tōei kabushiki-gaisha) – japoński holding z siedzibą w dzielnicy Chūō w Tokio założony 1 października 1949.
Holding zajmuje się produkcją oraz dystrybucją filmów i seriali zarówno aktorskich, jak i anime; znany jest z produkcji typu jidaigeki, seriali tokusatsu m.in. Super Sentai, Kamen Rider i Metalowi herosi, natomiast podległa jej wytwórnia Toei Animation wyprodukowała serie anime takie jak np. Dragon Ball, Czarodziejka z Księżyca, Digimon czy One Piece.
Nazwa Toei jest akronimem dawnej nazwy firmy – Tokyo Eiga Haikyu (jap. 東京映画配給 Tōkyō Eiga Haikyū).